# Clocheton

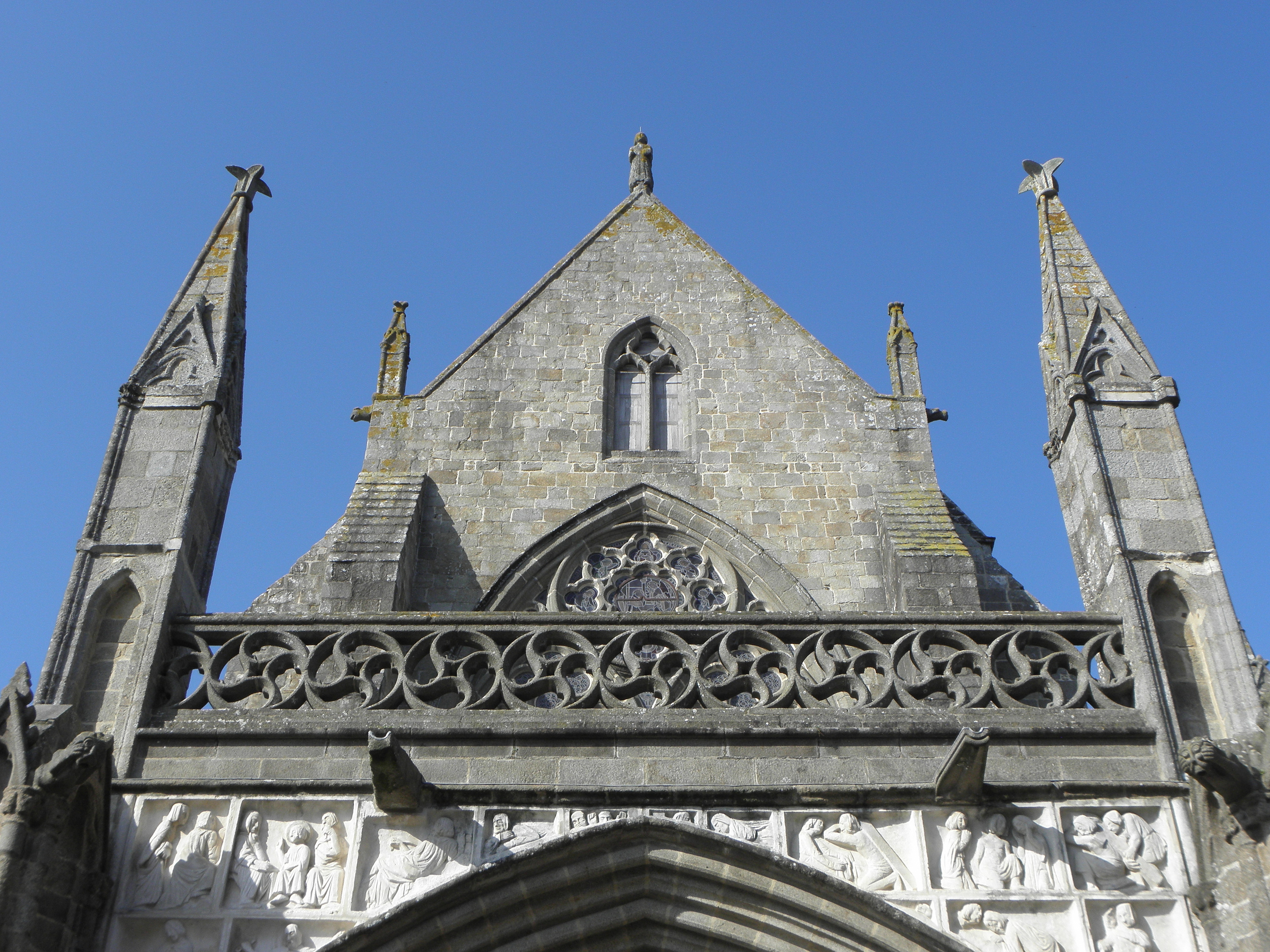
Cathédrale Saint-Samson de Dol-de-Bretagne : clochetons des contreforts ornés de petits frontons doublés trilobés surmontés de pinacles couronnés par des feuillages fleuronnant.

Au sens architectural strict, le clocheton constitue un amortissement, un pinacle, qui prend la forme pyramidale qui rappelle celle d'un clocher mais qui n'a pas de cloches, même si ce petit corps est adossé au corps d'un grand clocher. Sa fonction est ornementale (amortissement qui surmonte une tourelle, un contrefort, ou qui cantonne la base d'une flèche d'église).
Un clocheton, au sens commun du terme, est un petit clocher. Il est membre du corps de bâtiment, et peut être un « corps d'angle » ou un « corps dans œuvre » de la forme d'une petite tour ; il peut aussi être un mur épais de faible hauteur en élévation « dans-œuvre » ou « sur le pan», avec des baies où sont logées les cloches comme un clocher-mur.
Le clocheton d'une mairie (son petit beffroi), le clocheton d'un lycée, d'une manufacture ancienne, d'un bagne ancien, d'un château, est un petit clocher à usage fonctionnel pour l'alarme ou l'appel, et pour donner l'heure.
Un clocheton de chapelle n'a plus ce sens ornemental et a les fonctions d'un clocher d'église.

## Clochetons célèbres
- Clocheton en ardoise de l'abbaye du Ronceray, ou dit de la Boquette d'Angers, auquel une chanson est dédiée dans les traditions folkloriques de la ville :

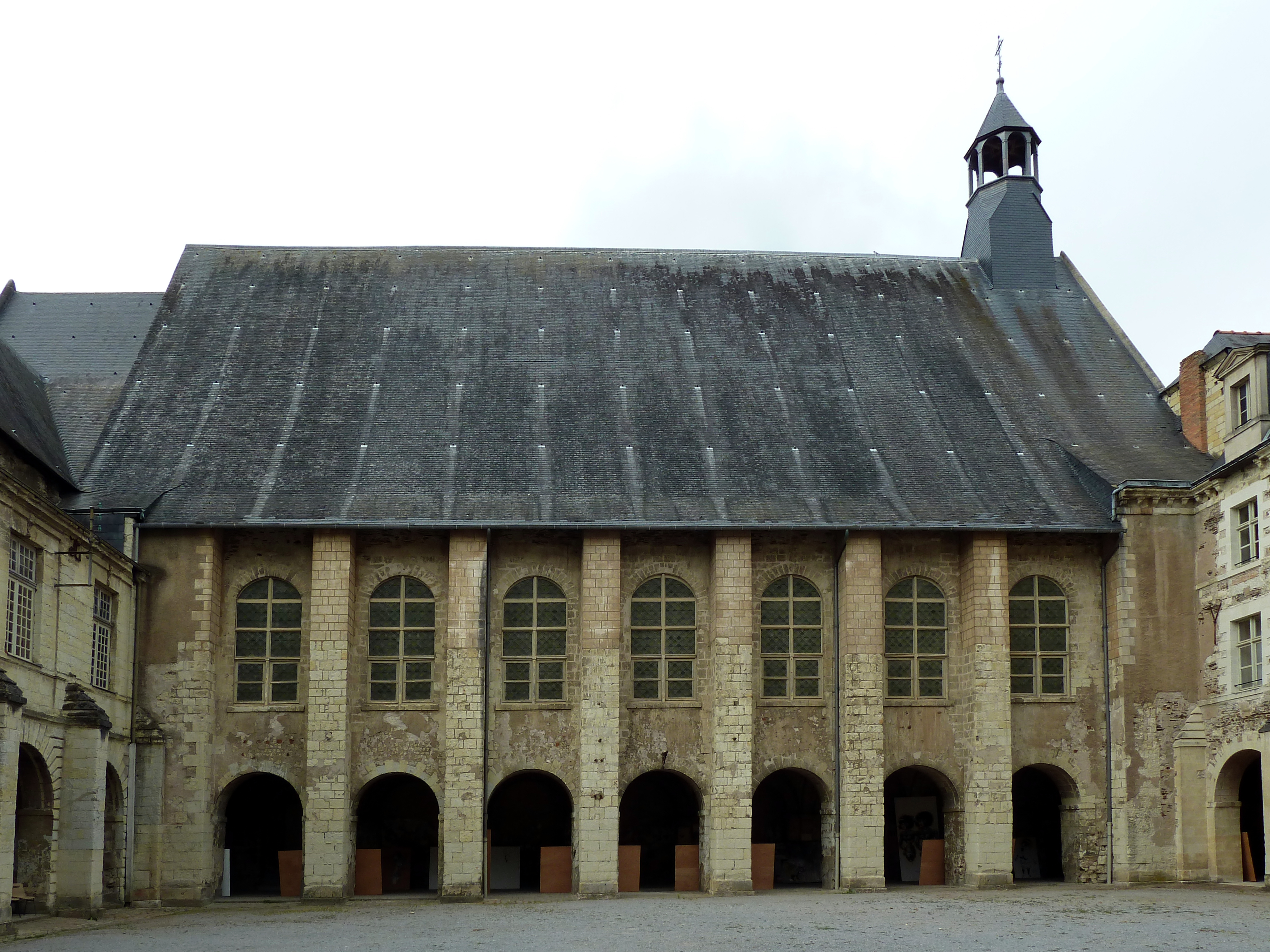
La Boquette et son clocheton traditionnel.

## Galerie

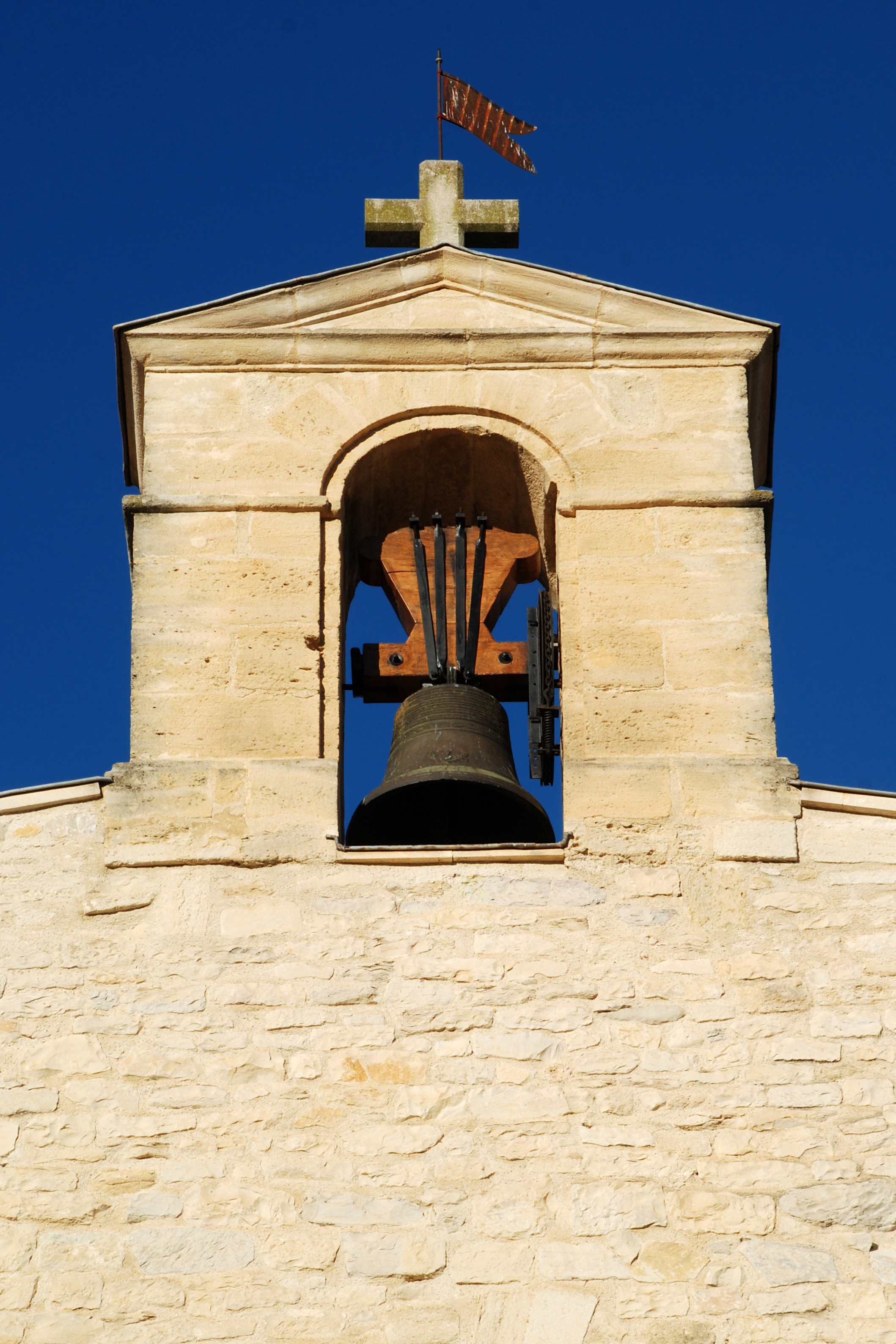
Église Saint-Saturnin de Calvisson.
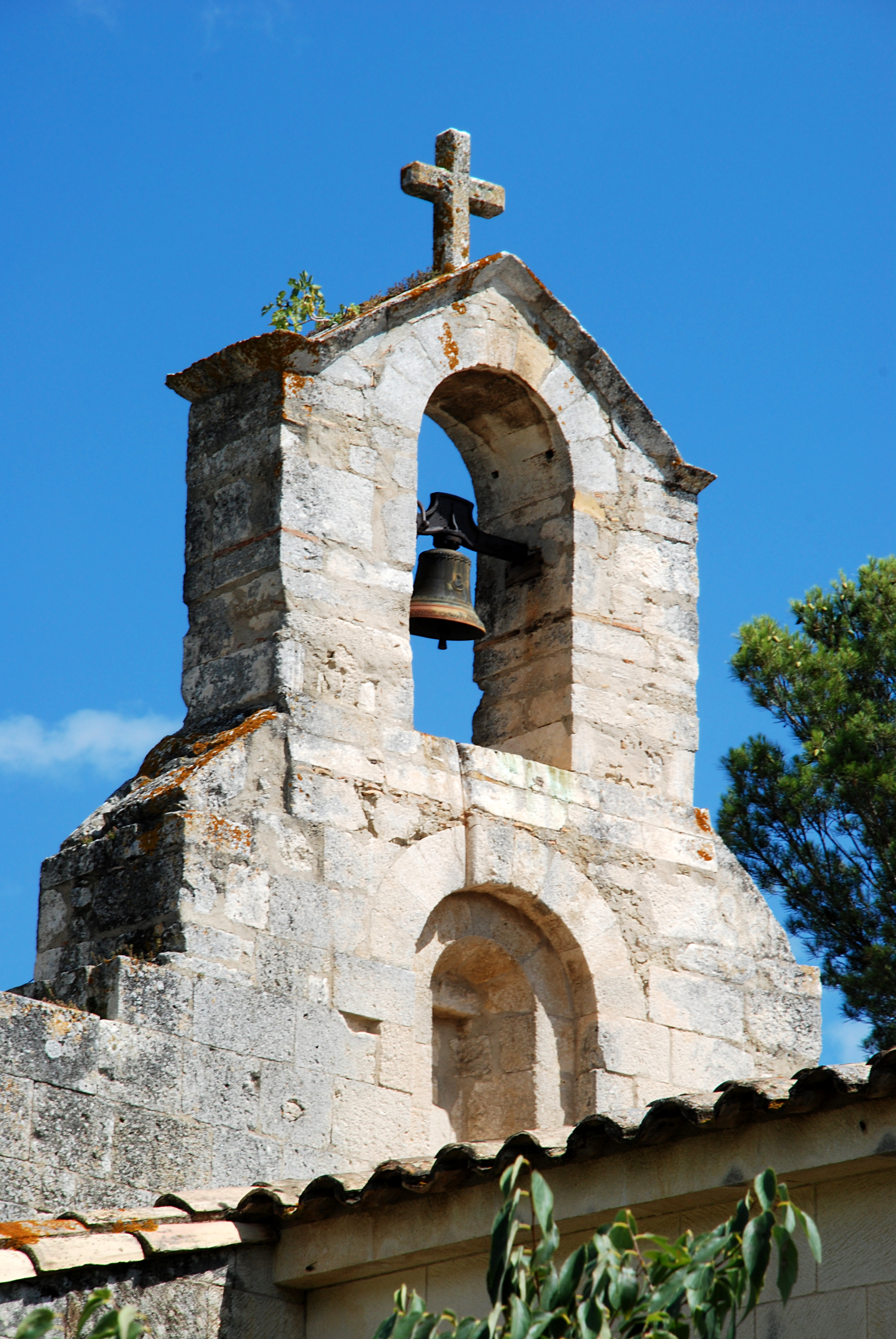
Chapelle Saint-Amant de Théziers.
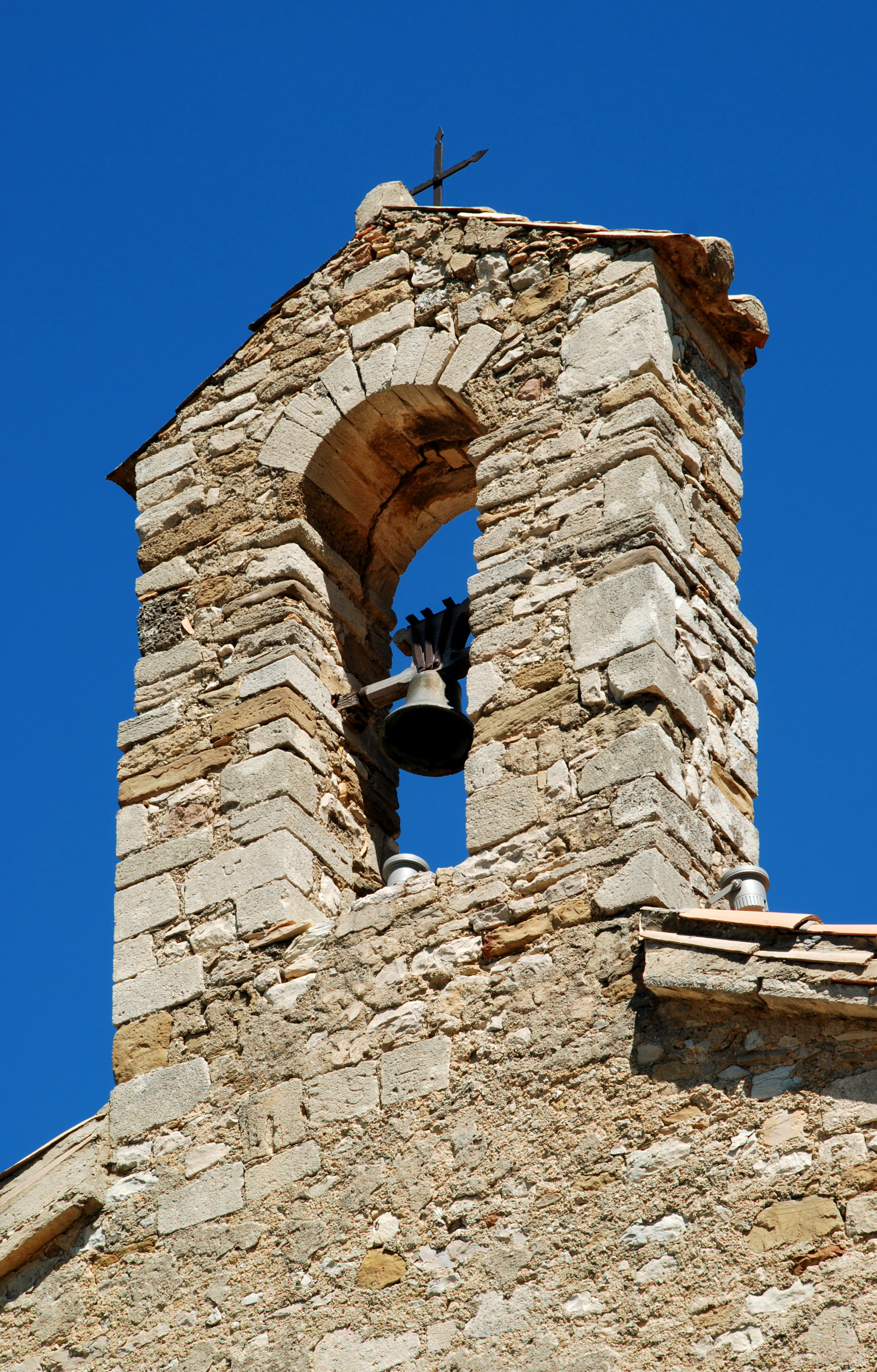
Chapelle Saint-Cosme et Saint-Damien de Gigondas.
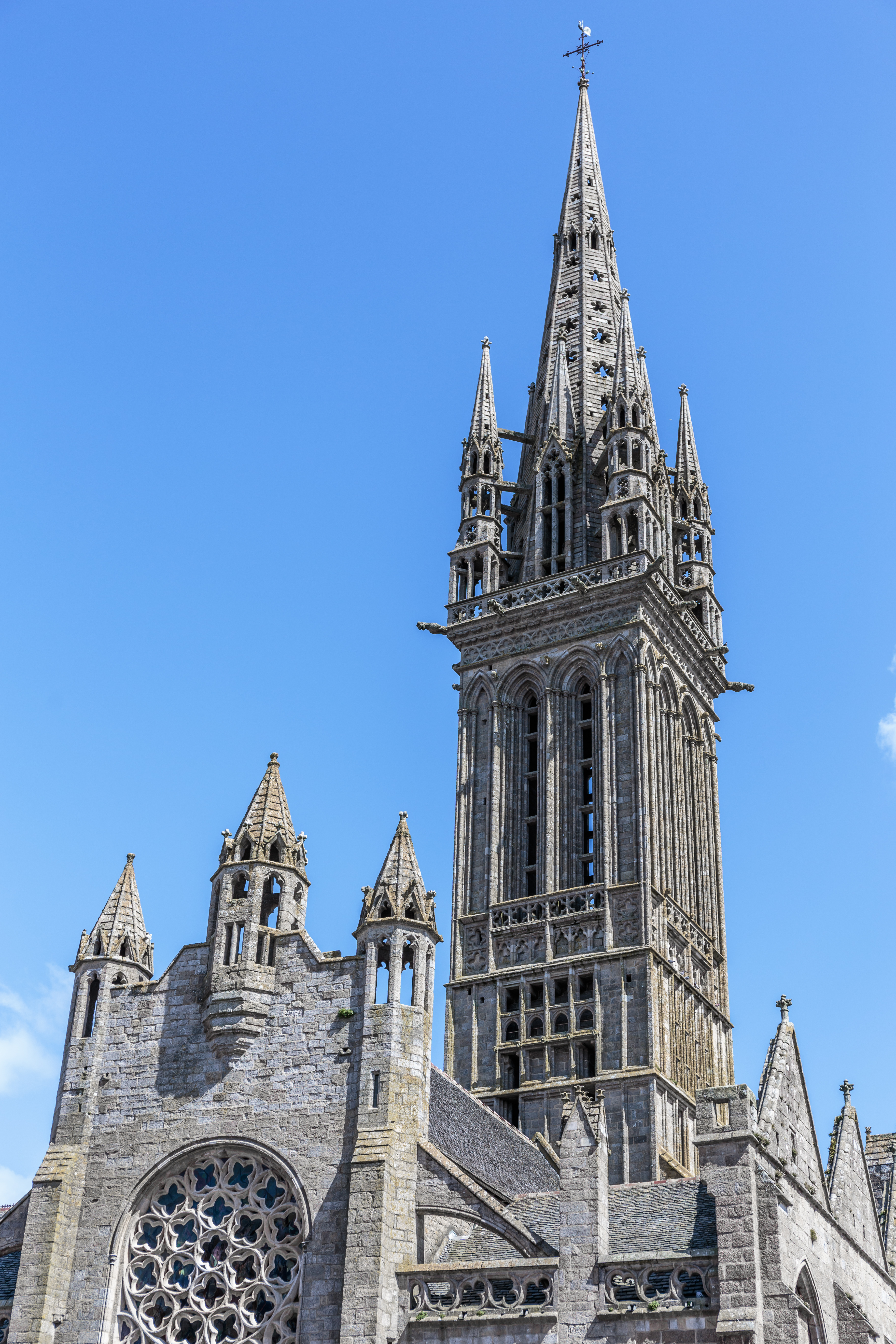
Chapelle Notre-Dame du Kreisker : tour couronnée d'un étage destiné aux cloches et d'une flèche octogonale flanquée sur ses pans de quatre hautes lucarnes et cantonné de quatre clochetons hexagones à trois étages ajourés par des baies superposées, dont les pinacles s'élèvent au-dessus de petits gables pleins.